# Christian Crusaders
Christian Crusaders, även Christian Crusader Ministries, är en kristen motorcykelklubb som grundades i USA 1979 av predikanten Mike Arnold. Den amerikanska avdelningen har porträtterats i boken Bikeriders for Jesus av den svenske fotografen Magnus Westerborn.
Preacher Mike, som grundaren kallades i mc-världen, avled 2003. Jerry Snowden, känd som Brother Jerry, valdes till ny ledare och har lett organisationen sedan dess. Organisationen finns i ett flertal stater i USA, med tyngdpunkt i de nordvästra staterna. Därutöver finns de i Kanada, Brasilien och Sverige.

## Sverige
I Sverige grundades en underavdelning som en ideell förening 2007 av sju personer, däribland Urban Svensson, tidigare partisekreterare för Kristdemokraterna, och Kent Revedal. Svensson hade lärt känna grundaren av den amerikanska föreningen på det kristna sommarmötet i Torp sommaren 2006. Efter valet 2006 slutade han som partisekreterare och åkte till USA för bibelstudier hos den amerikanska organisationen, där han blev fullvärdig medlem och kunde kunde starta en svensk underavdelning.
Den svenska föreningen leds av Svensson med Revdal som vice-president. Föreningen förekommer i olika bikersammanhang och samlar bland annat in pengar till välgörenhet. Under sex år anordnande de tillsammans med två andra motorcykelklubbar en träff, ett så kallat MC-run, till stöd för Talita, som arbetar med utsatta kvinnor, främst traffickingoffer. Tidigt i Ukrainakriget bidrog föreningen med hjälpsändningar till Ukrainas civilbefolkning.